# Ваньянь Шен
Ваньянь Шен (спрощ.: 完颜晟; кит. трад.: 完顏晟; піньїнь: Wányán Shèng), храмове ім'я Тайцзун (кит.: 太宗; піньїнь: Tàizōng; 25 листопада 1075 — 9 лютого 1135) — другий імператор династії Цзінь.

## Життєпис

### Підкорення Ляо
Походив зі знатного роду чжурчженів. Був молодшим сином Хелібо, вождя племені ваньянь, та доньки вождя племені налань (拏 懶). Народився у 1075 році, отримавши ім'я Уцімай. В подальшому прийняв ім'я Шен. Ще замолоду брав участь у походах свого брата-імператора Тайцзу проти держави Велике Ляо.
У 1123 році після смерті Тайцзу, успадкував трон, прийнявши ім'я Тайцзун. Продовжив політику попередника, спрямовану на знищення держави Ляо та посилення тиску на династію Сун в Китаї. Спочатку атаковано землі киданів з Ляо: у 1125 році родич імператора Ваньянь Луші завдав остаточної поразки Ляо, захопивши останнього володаря цієї держави Тяньцзо-ді.

### Війна з Сун
У жовтні 1125 році спрямував війська на чолі із братом Ваньянь Гао проти китайської столиці Вяньцзін (сучасне місто Кайфен), спустошили північно-східні райони Китаю. Втім шлях йому перетнула величезне сунське військо під орудою досвідченого військовика Лі Гана. Розбити цей заслін чжурчженям не вдалося, і китайці зуміли відбити вороже нашестя. Ваньянь Гао уклав мирну угоду із Сун, а потім повів своїх кінних вояків, обтяжені величезною військовою здобиччю, в рідні місця.
У 1126 році почалася нова війська кампанія проти Сун. Цього разу раптовим ударом вдалося захопити Бяньцзін. Сунський імператор Чжао Цзі, вражений втратою власної столиці, вирішив вступити в мирні переговори з Тайцзуном. Він з'явився в їх похідний стан разом зі своїм сином-спадкоємцем Чжао Хуанем. Втім чжурчжені підступно захопили їх в полон, прагнучи, таким чином, переможно закінчити війну. Сунських володарів звели до статусу простолюдинів й відвели полоненими до корінних володінь чжурчженів (на території сучасної Маньжурії). Такий успіх привів до падіння Сун в північному Китаї (відома як Північна Сун) й захопленню державою Цзінь значних областей Китаю.
Тайцзун наказав продовжити завойовницький похід. Китайські човнярі перевезли чжурчженських кіннотників на правий берег річки Янцзи. Військо Цзінь зайняло Тайпін і низку інших міст, населення яких не очікувало появи ворога під кріпосними стінами.
Завойовники-чжурчжені діяли рішуче, дотримуючись добре опрацьованого плану підкорення сусідньої країни. Їх військовику У Чжу вдалося в ході сміливого нападу спалити кораблі сунського флоту, який панував на річці Янцзи. Після цього з боями чжурчжені зуміли захопили важливе місто Нанкін.
У 1128 році головні військові події розгорнулися в басейні річки Янцзи. Чжурчженське військо з наказу імператора Цзінь спробувало знову форсувати водну перешкоду, щоб зробити дальній похід на Південну Сун. Втім військовик останньої Юе Фей, вміло використовуючи відтворену величезну річкову флотилію, розгромив військо Тайцзуна біля берегів, а потім відтіснив його від Янцзи на північ.
З цього моменту боротьба тривала з перемінним успіхом до самої смерті Тайцзуна. У 1129 році чжурчжені зайняли Хебей, Хедун і Центральну рівнину, в 1130 році утворили тут залежну державу Ці на чолі з Лю Юєм — видатним китайським чиновником. У 1131 році до Ці приєднали провінцію Шеньсі.
1131 року Тайцзун видав накази, якими сприяв переселенню чжурчженів на китайські землі, при цьому заборонив перетворювати звичайних чжурчженських общинників на рабів. Водночас Тайцзун намагався заспокоїти китайських селян, щоб запобігти повстанням. Спільний похід Цзінь і Ці на південь, що планувався на осінь 1132 року було відкладено на два роки, оскільки чжурчжені змушені були спрямувати основні сили на придушення повстання Елюя Юйду і, крім того, отримали звістку про створення Західне Ляо іншим членом роду Елюй — Даші.
Наказами 1133 року Тайцзун наказав переймати одяг та імена китайців. 1134 року він призначив спадкоємцем трону троюрідного небожа Хелу. Восени 1134 року війська Цзінь і Ці перейшли Хуанхе, але на початку 1135 року помер Тайцзун, і війська відкликали.
Помер імператор у палаці Мінде своєї столиці Хуейнінфу. Згодом перепоховано в дафаншані (відомий як мавзолей Гун).